# WSA-Viperbike Kärnten/Saison 2012
Dieser Artikel listet Erfolge und Fahrer des Radsportteams WSA-Viperbike Kärnten in der Saison 2012 auf.

## Abgänge – Zugänge
| Zugänge           | Team 2011                | Abgänge                         | Team 2012                |
| ----------------- | ------------------------ | ------------------------------- | ------------------------ |
| Gernot Auer       | RC ARBÖ Gourmetfein Wels | Stefan Rucker                   | RC ARBÖ Gourmetfein Wels |
| Markus Eisner     | Neoprofi                 | Matthias Höfler                 | Unbekannt                |
| Paul Lang         | Neoprofi                 | Florian Moser                   | Unbekannt                |
| Hans-Jörg Leopold | Neoprofi                 | Benedikt Steiner (bis 31. Juli) | Unbekannt                |
| Alexander Pichler | Neoprofi                 |                                 |                          |
| Richard Sackl     | Neoprofi                 |                                 |                          |
| Michael Taferner  | Neoprofi                 |                                 |                          |

## Mannschaft
| Name                | Geburtstag        | Nationalität |
| ------------------- | ----------------- | ------------ |
| Gernot Auer         | 21. November 1989 | Österreich   |
| Markus Eisner       | 11. März 1993     | Österreich   |
| Wolfgang Geisler    | 1. Oktober 1978   | Österreich   |
| Markus Götz         | 13. Januar 1985   | Österreich   |
| Adam Homolka        | 12. Februar 1979  | Tschechien   |
| Paul Lang           | 31. Oktober 1991  | Österreich   |
| Hans-Jörg Leopold   | 25. April 1983    | Österreich   |
| Alexander Pichler   | 18. März 1993     | Österreich   |
| Liam Poole          | 7. April 1989     | Australien   |
| Richard Sackl       | 17. April 1993    | Österreich   |
| Martin Schöffmann   | 31. März 1987     | Österreich   |
| Patrick Schörkmayer | 17. Oktober 1987  | Österreich   |
| Michael Schwaiger   | 28. Januar 1983   | Österreich   |
| Michael Taferner    | 17. Juni 1993     | Österreich   |